# 姜成康
姜成康（1950年—），汉族，福建省永定县人，厦门大学毕业，中华人民共和国政治人物、第十一届全国政协委员。

## 生平
加入中国共产党，担任国家烟草专卖局局长、党组书记、中国烟草总公司总经理。2008年，当选第十一届全国政协委员，代表经济界，分入第三十五组。